# コンビニATM

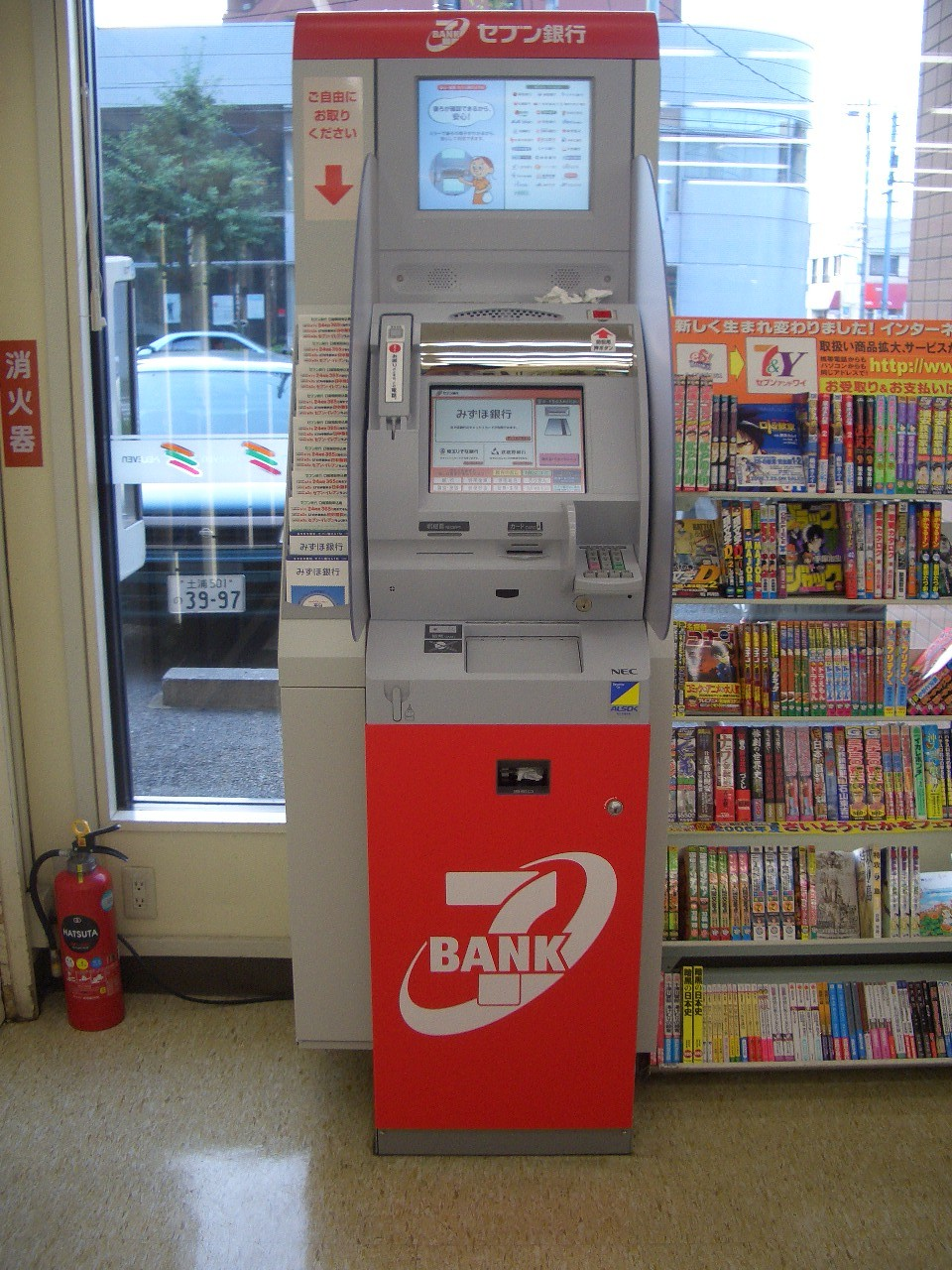
セブン-イレブン店内に設置されたセブン銀行ATM

コンビニATM（コンビニ エーティーエム）とは、コンビニエンスストアなどに設置されている現金自動預け払い機（ATM）のことである。

## 概要
コンビニエンスストア内のATMは、1998年（平成10年）11月に三和銀行（現：三菱UFJ銀行）がローソン店内に設置されていたダイエーOMC（現：三井住友カード）が運営するクレジットカードのキャッシュディスペンサー（CD）において、三和銀行のキャッシュカードで残高照会や現金引出しが可能なサービスを開始したことから始まる。翌1999年（平成11年）3月にはさくら銀行（現：三井住友銀行）が単独でam/pmに初めてアットバンクATMを設置し、同年10月8日には複数の金融機関が提携して全国初の共同のコンビニATM・イーネットを東京・神奈川・静岡の各都県に設置した。これを元に、10月8日はイーネットの定めた、日本記念日協会認定の「コンビニATMの日」に制定されている。
コンビニATMの個々のATMの管理は、コンビニATM運営会社と提携する都市銀行や地方銀行が地域ごとに行っている。これを幹事銀行、管理銀行などと呼び、それぞれ管理支店が設定されている。通常の本支店が管理支店となっている場合と、専用の支店を用意している銀行がある。セブン銀行の提携銀行の場合は、セブン銀行本店を幹事行として、提携銀行の管理支店との共同設置という形を取っている（イオン銀行はATM管理店、ローソン銀行はATM統括支店を幹事行としており、ほぼ同様。非提携金融機関は、イオン銀行がみずほ銀行、ローソン銀行が三菱UFJ銀行経由のMICS扱いで処理。セブン銀行はATMのみ接続）。銀行法の定めにより、設置している店舗や施設の従業員はコンビニATMに関する質問に一切答えることができないので、ATMに付設している連絡用電話で問い合わせることとなる。
コンビニATMを利用するメリットとして、原則として店舗の営業時間内であればいつでも利用できることや、買い物のついでに利用できることなどがあげられる。一般の銀行ATMよりも小型で設置しやすいため、現在ではコンビニエンスストアだけではなく、スーパーマーケットや鉄道の駅、空港などにも設置されている。また、一部金融機関（銀行・証券会社）では本支店に設置している自社のATMをコンビニATMに置き換えることで自社以外の顧客も利用できるように利便性を図っているところもある。
一般に、金融機関の店舗にあるATMの営業時間と比べて、コンビニATMは24時間稼働など大幅に営業時間が長く、取引金融機関の定める時間帯で利用することができる。時間外や提携金融機関の取引においては手数料が徴収される場合があるが、取引金融機関で一定の条件を満たした場合に取引手数料の割引を受けられることがあり、条件によっては無料で利用できる場合もある。
時間の利便性と場所の利便性に、銀行店舗の統廃合が進んだ影響に加えて無料入出金提携先が増加したことなどにより、金融機関の新しい拠点として利用は増加している。利用者の傾向としては、若い世代や単身者世帯の利用率が高い。コンビニATMは、2006年（平成18年）6月時点で2万4000ヶ所を超える店舗に設置されている（2006年（平成18年）6月現在のコンビニエンスストア店舗数は、40,258店舗（社団法人日本フランチャイズチェーン協会調べ））。
当初コンビニ向けATM機種は、銀行店舗におけるATM取引を補完する存在として、売り場に併設しやすいように、小型化して金庫を縮小、保守の省力化など、銀行店舗向けATMの性能を大幅に簡略化して開発された。一部には支払準備金容量の確保を図るため、二千円札の出金を設定し、銀行店舗向けATMと同等の準備金額を実現した事業者（ローソンATMなど）もある。利用者の増加やコンビニ以外への設置を受けて、小型の寸法はそのままに、紙幣計数速度の高速化やICカード対応など、一般のATM並に向上させた機種が開発され、セブン銀行において積極的に更新が図られている。他のコンビニATMもこれに追随している。
基本的に通帳や硬貨の取引を想定しない前提で作られており、原則としてキャッシュカードを用いた紙幣の取引のみに限定される。スマートフォンが普及してからは各金融機関のアプリと連動することでキャッシュカードを必要とせずに預金の取引等も可能となった（スマホATMも参照）。この場合は口座開設後、キャッシュカードの発行を待たずに即座に預金の取引が可能となり、自行のATM網をもっていない一部金融機関ではコンビニATMでの取引のみを想定してキャッシュカードが発行されない場合もある。
流通系金融機関が設置するATMは、防犯上などの理由から設置店の売上管理にも利用されており、セブン-イレブンは早くからセブン銀行ATMを売上入金の手段に使っている。イオングループもこれに追従し、ミニストップにおいてイーネットATM設置店のATMを順次イオン銀行ATMへ置き換えているほか、未設置店舗や新規開店店舗には最初からイオン銀行ATMを置いている。ローソンもこれに追従する動きを見せている（後述）。
また、流通系金融機関が設置するATMには電子マネーやバーコード決済のチャージ機能を搭載していることが多く、対応するカードの読取・書込機能が搭載されている。

## 主なコンビニATM
金融機関の免許を持たない、コンビニATM運営専業会社のATM
- イーネット（イーネット） - ファミリーマート（鹿児島県に所在する店舗、下記のゆうちょ銀行ATM設置店舗を除く）、デイリーヤマザキ（一部店舗）、ポプラグループ（一部店舗）、ドン・キホーテ（一部店舗）、コストコなど。各地域の地方銀行が管理を受託（例外あり）。

商業施設との連携を主体にする銀行（新たな形態の銀行）が展開するコンビニATM
- セブン銀行 - セブン&アイ・ホールディングスグループ内（セブン-イレブン、イトーヨーカドー、ヨークマート、ヨークベニマルなど）、SBI新生銀行、東京スター銀行、一部の商工組合中央金庫など。
- イオン銀行 - イオングループ内（ミニストップ、イオン、イオンスタイル、マックスバリュ、ザ・ビッグ、イオンモール、ウエルシア薬局など）。
- ローソン銀行 - ローソン、一部の農業協同組合、ベルク（一部店舗）、サンエー（一部店舗）、西友（一部店舗）、そごう・西武（そごう大宮店のみ）など。以前はローソン・エイティエム・ネットワークスがローソンATMのブランド名で各地域の地方銀行が管理を受託していた（例外あり）。

上記以外の金融機関が展開するATM
ここでは金融機関がコンビニエンスストア等に設置し、複数の金融機関と提携をしているATMについて記載する。
- ゆうちょ銀行 - 一部のファミリーマート（旧am/pm及び一部旧サークルK・サンクス店舗、2010年以降新規開店店舗の一部）、一部のデイリーヤマザキ、あおぞら銀行など。一部取引において利用可能時間帯がゆうちょ銀行店舗や郵便局等に設置のゆうちょ銀行ATMと異なる部分がみられる。毎日23:55 - 0:05は利用できない。
- JAバンク - JA関連がフランチャイズの店舗にATM設置。以前は三重県のローソンの一部店舗にも設置していたが、2014年7月以降順次ローソン銀行ATMに転換された。
- 鹿児島銀行 - 鹿児島県内のファミリーマートでは同社のエリアフランチャイズである南九州ファミリーマートが同行直営のATMをほとんどの店舗に設置（旧ココストア・旧エブリワンの店舗を含む）。他に鹿児島市内のローソン2店舗にも設置。肥後銀行及び宮崎銀行のキャッシュカードでの入金が可能。
- 道民のATM（北海道銀行） - 北海道内の一部セイコーマートに設置。北陸銀行及び北央信用組合のキャッシュカードでの入金が可能。

かつて展開されていたコンビニATM
- ミックスキューブ - 2000年に三和銀行・デジキューブらの出資で設立。都内のコンビニでマルチメディアステーション機能を持ったATMを試験展開していたが、三和銀行の撤退により翌年にサービスを終了した。
- 新生デイリーバンク（新生銀行） - デイリーヤマザキ、近畿日本鉄道などの一部主要鉄道駅など（関東・近畿の7都府県に展開していた）。こちらは、ゆうちょ銀行ないしはセブン銀行などに転換された。
- アットバンク（三井住友銀行・西日本シティ銀行） - 旧am/pmから転換されたファミリーマート、SMBC日興証券など（21都府県に展開。元々は旧さくら銀行・旧福岡シティ銀行のサービス）。2015年3月を以って、サービスを停止し、ファミリーマート分は、ほとんどがゆうちょ銀行に変更。SMBCコンシューマーファイナンスやSMBC日興証券設置分は、ATM自体は継続設置もブランド使用を停止。西日本シティ銀行管理分は、「ファミリーマートのATM」と称して、アットバンクのブランドを使わずに設置が継続されていたが、2016年よりこれらもゆうちょ銀行に変更。
- ゼロバンク（ゼロネットワークス（現ファミリーマート）） - 首都圏1都3県及び東海3県内のファミリーマート（旧サークルK・サンクス店舗）、ピアゴで展開。首都圏においては東京スター銀行、岐阜県・愛知県においては大垣共立銀行、三重県においては三重銀行がそれぞれ管理を受託。東京スター銀行管理分は2012年限りでBankTime（その後、ゆうちょ銀行やイーネットなどに再転換）、三重銀行管理分も2013年11月限りでイーネットにそれぞれ変更され、残された大垣共立銀行管理分も2018年11月を以てサービスを停止し、ゆうちょ銀行に変更。
- タウンネットワークサービス（タウンネットワークサービス） - サービス開始当初はスリーエフ（首都圏1都3県）、後に一部のデイリーヤマザキや西友、ヤオコー、マツモトキヨシ、クリエイトSDなど。スルガ銀行が管理を受託。2023年6月の同社法人格消滅と前後してサービス停止し、セブン銀行などに転換された。
- 東京スター銀行 - 一部のデイリーヤマザキや西友、ダイエー、CGCグループなど。大半の金融機関の取引が平日8:45 - 18:00と土曜9:00 - 14:00で無料となっているのが特徴だが、三菱UFJ銀行のキャッシュカードは利用できない。東京スター銀行は先述の「ゼロバンク」ATMも設置していた。2020年以降は東京スター銀行本支店には「セブン銀行」のATMが設置されている（自前のATMから転換）。東京スター銀行の施策により店舗での現金取扱を終了することになったため、店舗外に設置の東京スター銀行ATMも2024年3月28日までに順次営業を終了した。
- BankTime - サービス開始当初はゼロネットワークスがファミリーマート（旧サークルK・サンクス店舗。最大時28都道府県）で展開していた。後にファミリーマート設置分はゆうちょ銀行に変更され、代わりに一部のセイコーマートやウエルシア薬局、ドラッグユタカなどに設置。りそな銀行および一部地方銀行が管理を受託。2024年にサービス終了。セイコーマート設置分のほとんどは道民のATM（北海道銀行セコマATM支店管理）、ウエルシア薬局設置分の一部はイオン銀行にそれぞれ変更。

その他の金融機関でも、コンビニエンスストア等の中にATMを設置している事例がある（営業時間等の扱いは通常の店舗外ATMと同じ）。

## コンビニATMと銀行
コンビニATMサービスの提供は、入出金拠点の拡大による顧客にとっての利便性向上、銀行店舗の役割代行や稼働システムの共有化による営業費の削減を実現し得るが、一方で共同利用となる他の金融機関（主に都市銀行・ネット銀行など）とのサービス内容の格差（入出金や振込にかかる手数料や利用可能時間帯など）による自行口座の利用率の低下等への危惧などから、共同型のコンビニATMではなく直営拠点重視の経営戦略を採る銀行もあり、地方銀行においては提携、提供をめぐって判断が分かれている。
都市銀行の中には、コンビニエンスストア以外の提携先を模索する動きも見られる。りそな銀行は2004年（平成16年）10月5日、牛丼チェーン店の吉野家を運営する吉野家ディー・アンド・シーと提携。店舗外ATMの立地選択好適化のため、吉野家の保有する不動産調査ノウハウの導入を発表しているほか、サークルKサンクスとの提携によりコンビニATM「BankTime」を設置している。
2016年（平成28年）11月25日には、ローソンがローソンバンク設立準備株式会社を設立。2018年9月10日にローソン銀行として開業。10月15日からATMなどのサービスを開始した。